# Peppinghausen
Peppinghausen gehört zur Stadt Wipperfürth (Ortsteil Agathaberg), Oberbergischer Kreis in Nordrhein-Westfalen.

## Lage
Peppinghausen ist ein Weiler im Südosten von Wipperfürth. Es liegt auf einer Höhe von 335 m ü. NN und ist zu Fuß 35 Minuten von der Stadt Wipperfürth entfernt. Peppinghausen gehört zum Kirchbezirk Agathaberg (kath.)/Klaswipper (evang.). Die nächste Busverbindung (Linie 333) befindet sich in 800 m Entfernung an der L 302 in Friedrichsthal. Die Nachbarorte von Peppinghausen sind Friedrichsthal, Lendringhausen, Küppersherweg und Altensturmberg. Der Weiler liegt an dem historischen Wanderweg Nr. 43 von Schwelm nach Schladern an der Sieg. 
Seine Hanglage beschert Peppinghausen eine relative Sicherheit vor Überschwemmungen und Stürmen. Im Tal unterhalb des Weilers fließt ein Nebenbach des Gaulbachs, der sogenannte „Peppinghausener Bach“. Von dem Wasser des Baches werden drei Fischteiche gespeist.

## Geschichte
1487 wird der Weiler erstmals unter der Bezeichnung „Pepenkusen“ in einer Darlehensliste für Herzog Wilhelm III von Berg aufgeführt. Die Karte Topographia Ducatus Montani aus dem Jahre 1715 zeigt vier Höfe und bezeichnet sie mit „Pepeckusen“.
Weitere urkundliche Hinweise auf den Weiler Peppinghausen datieren aus der zweiten Hälfte des 18. Jahrhunderts, genauer gesagt um das Jahr 1769. Zu dieser Zeit soll Peppinghausen aus acht Häusern bestanden haben.
In der Karte Topographische Aufnahme der Rheinlande von 1825 lautet die Schreibweise Ortsbezeichnung „Peperinghausen“ und zeigt den Weiler auf umgrenztem Hofraum mit sechs Gebäudegrundrissen.
Peppinghausen liegt auf einem Gebiet, welches zwischen 1160 und 1815 zum Herzogtum Berg gehörte. Nach dem Wiener Kongress wurde es dann ein Teil der preußischen Provinz Jülich-Kleve-Berg. Diese wiederum ging 1822 mit der Provinz Großherzogtum Niederrhein in der Rheinprovinz auf. Die Rheinprovinz überstand beide Weltkriege mit deutscher Beteiligung, wurde aber 1946 von der britischen Besatzungsmacht aufgelöst, beziehungsweise mit der Provinz Westfalen zum Land Nordrhein-Westfalen vereinigt. Peppinghausen gehörte innerhalb der Rheinprovinz zum Regierungsbezirk Köln. An dieser Tatsache hat sich bis heute nichts geändert.
Der Zweite Weltkrieg ging, zumindest oberflächlich gesehen, spurlos an Peppinghausen vorbei. Jedoch konnte man von Peppinghausen aus die Bomber über Wipperfürth beobachten. Von Kampfhandlungen im Weiler selber ist nichts bekannt, auch wenn die amerikanischen Truppen am 13. April 1945, aus Südosten auf Wipperfürth vorrückend, auch durch Peppinghausen gekommen sind. Seitens der Wehrmacht wurde in Peppinghausen gegen Ende des Krieges eine Feldküche betrieben. Nachdem der Weiler durch die Amerikaner besetzt wurde, verhängten diese eine Ausgangssperre über Peppinghausen. Diese reichte so weit, dass die Bauern teilweise um Erlaubnis fragen mussten, um ihre Kühe zu melken. Auch von Plünderungen zu dieser Zeit wird berichtet. 
Nicht alle Bewohner von Peppinghausen überstanden den Krieg unversehrt. Von einer Familie wird berichtet, dass drei Söhne in den Krieg zogen und nur einer zurückkam. Der eine fiel im Krieg, der andere gilt bis heute als vermisst. Kaum eine der anderen Familien überstand den Krieg, ohne Verluste verzeichnen zu müssen. Diese reichen von mehreren Jahren in der sowjetischen Kriegsgefangenschaft bis zum Tod im Felde.
Bis zum Jahre 1974 gehörte Peppinghausen der selbstständigen Gemeinde Klüppelberg an. Nachdem die Gemeinde Klüppelberg dann aufgrund des Köln-Gesetzes aufgelöst wurde, ist Peppinghausen der Stadt Wipperfürth zugehörig.
Am 20. Mai 2006 zog eine Windhose von Peppinghausen über Küppersherweg nach Egerpohl. Dabei wurde in Peppinghausen erheblicher Schaden an Dächern und einigen Fahrzeugen angerichtet. Außerdem wurden fast alle älteren Obstbäume von der Windhose zu Fall gebracht. Kein Bewohner des Dorfes kam dabei zu Schaden.

## Bevölkerung
Zurzeit wohnen in Peppinghausen ca. 25 Personen in 6 Häusern.

## Wirtschaft
Bis ca. 1970 gab es in Peppinghausen 5 Landwirte. Die landwirtschaftlichen Gebäude sind fast alle zu Wohnungen umgebaut worden.

## Sehenswürdigkeiten
Am Ortseingang befindet sich ein neues Wegekreuz. Dieses Wegekreuz wurde durch Spenden der Dorfbewohner finanziert und durch ehrenamtliche Arbeit von verschiedenen Handwerkern fertiggestellt. Mit diesem Wegekreuz soll an die Zeit erinnert werden, in der in fast jedem Dorf ein solches Kreuz stand. Das Wegekreuz wurde am 13. Mai 2006 im Beisein der Peppinghausener Dorfgemeinschaft durch Kaplan H.-Josef Lahr geweiht. Heutzutage sind die meisten Wegekreuze in einem schlechten Zustand oder gar nicht mehr vorhanden.

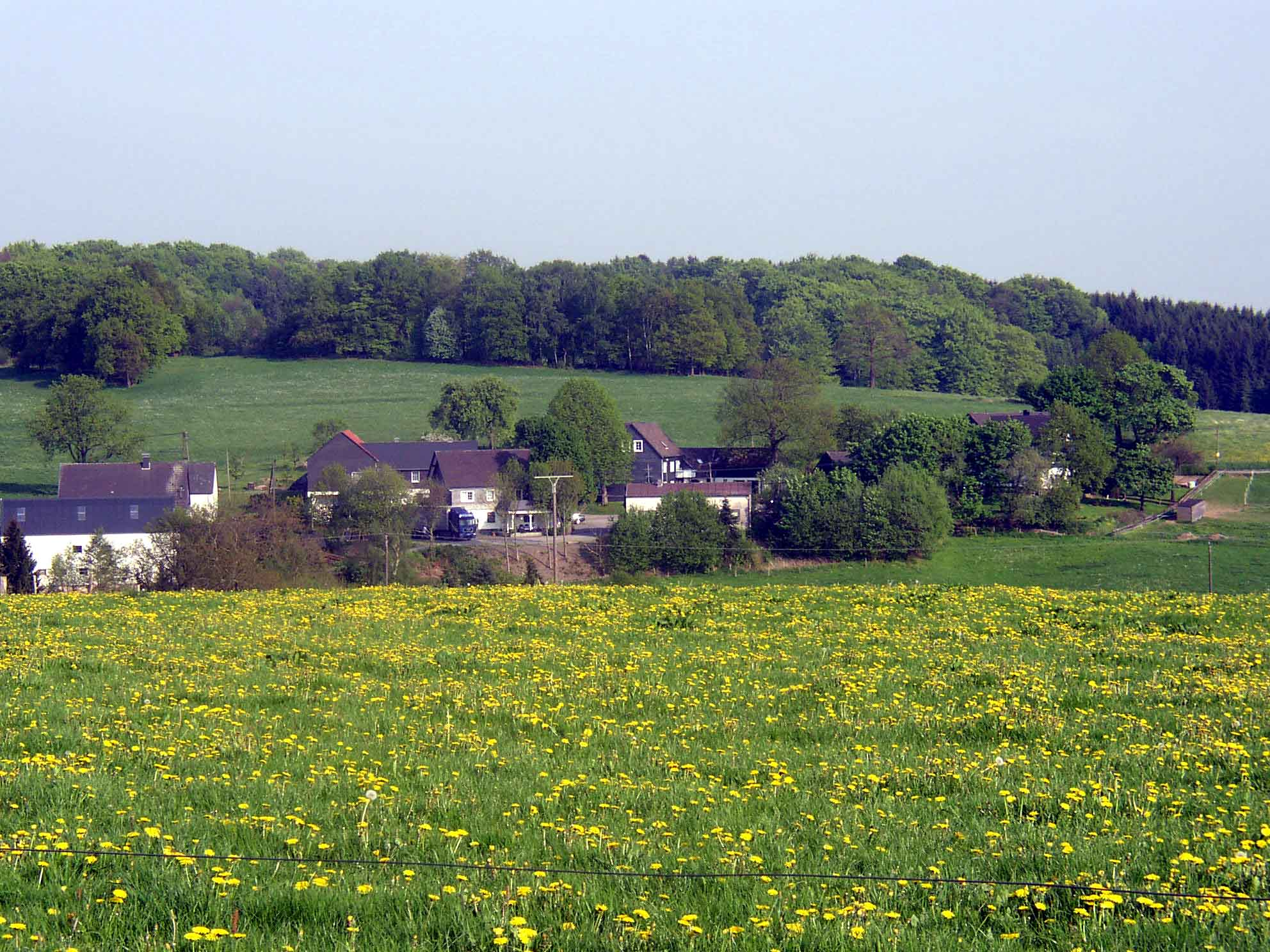
Blick aus Nordwest auf Peppinghausen
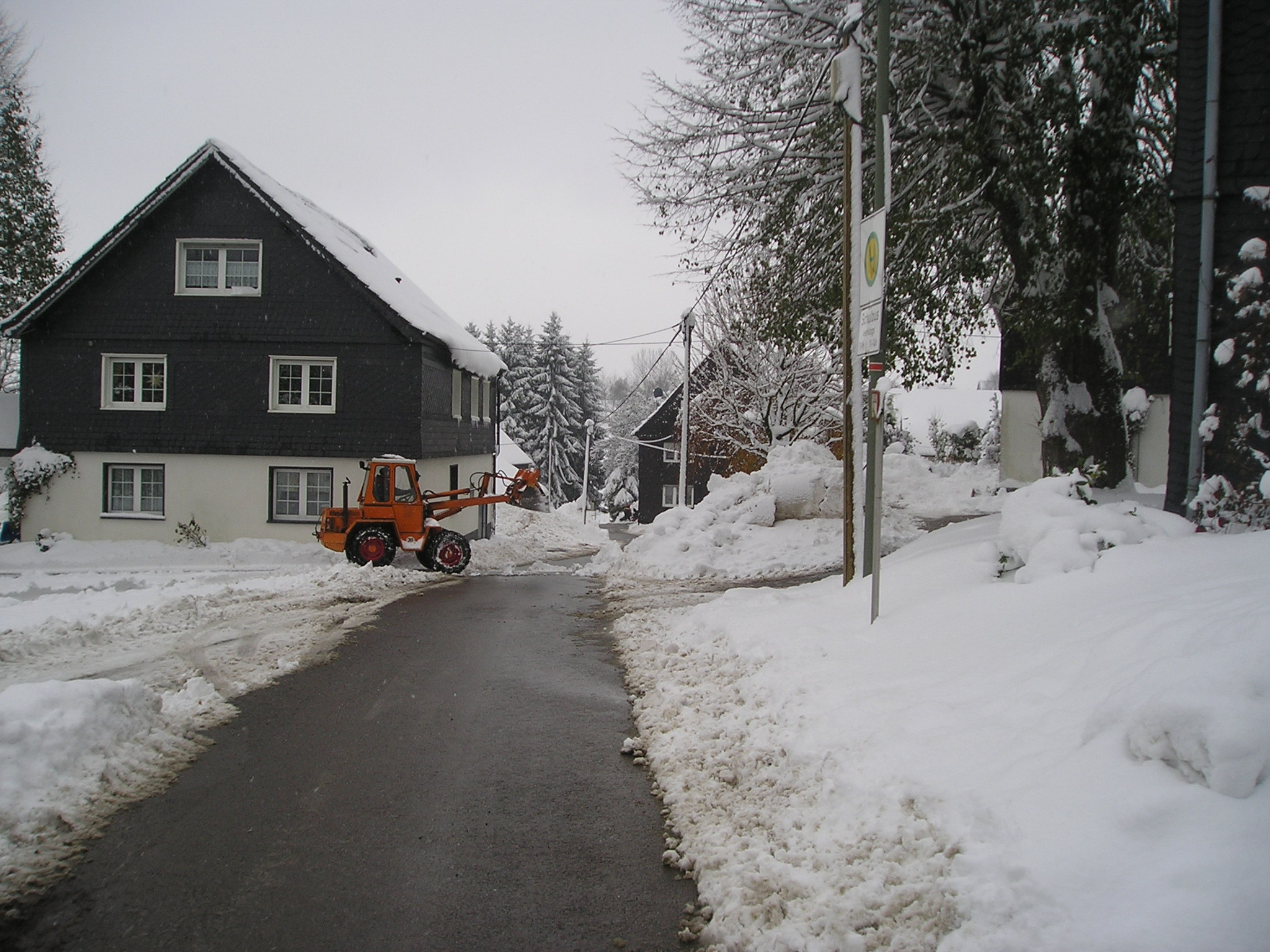
Peppinghausen im Winter
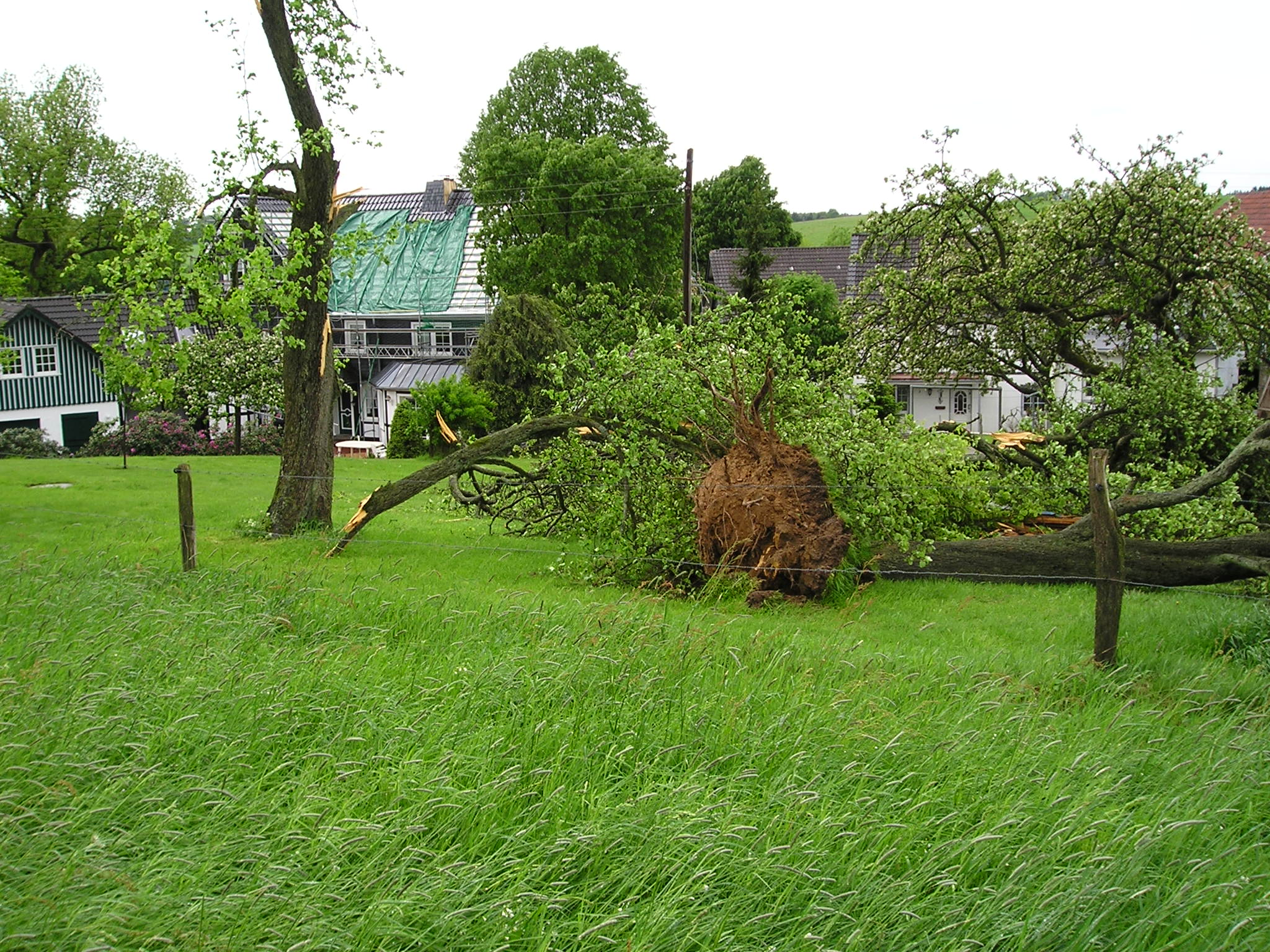
Sturmschäden am 20. Mai 2006 in Peppinghausen
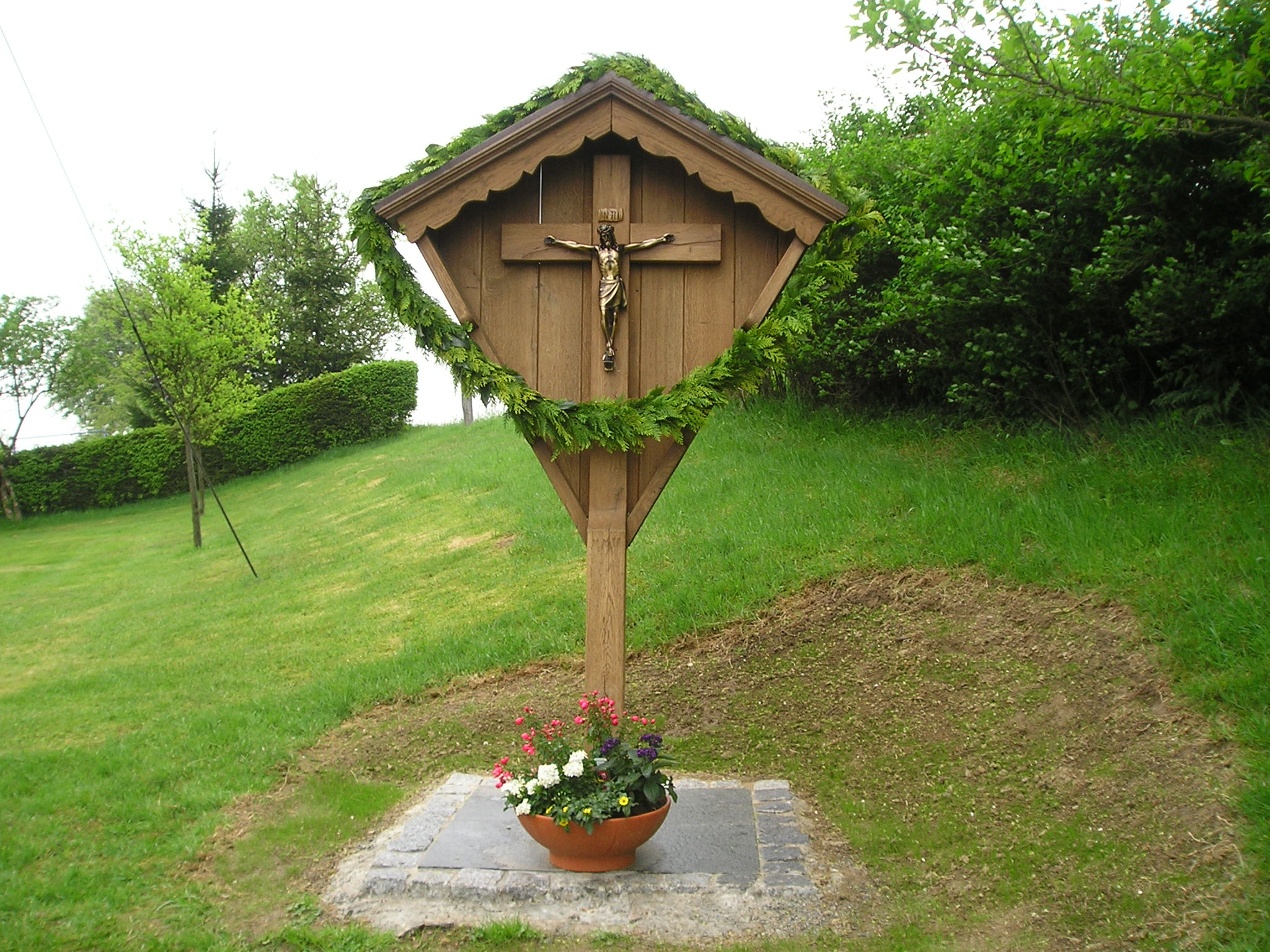
Wegekreuz in Peppinghausen
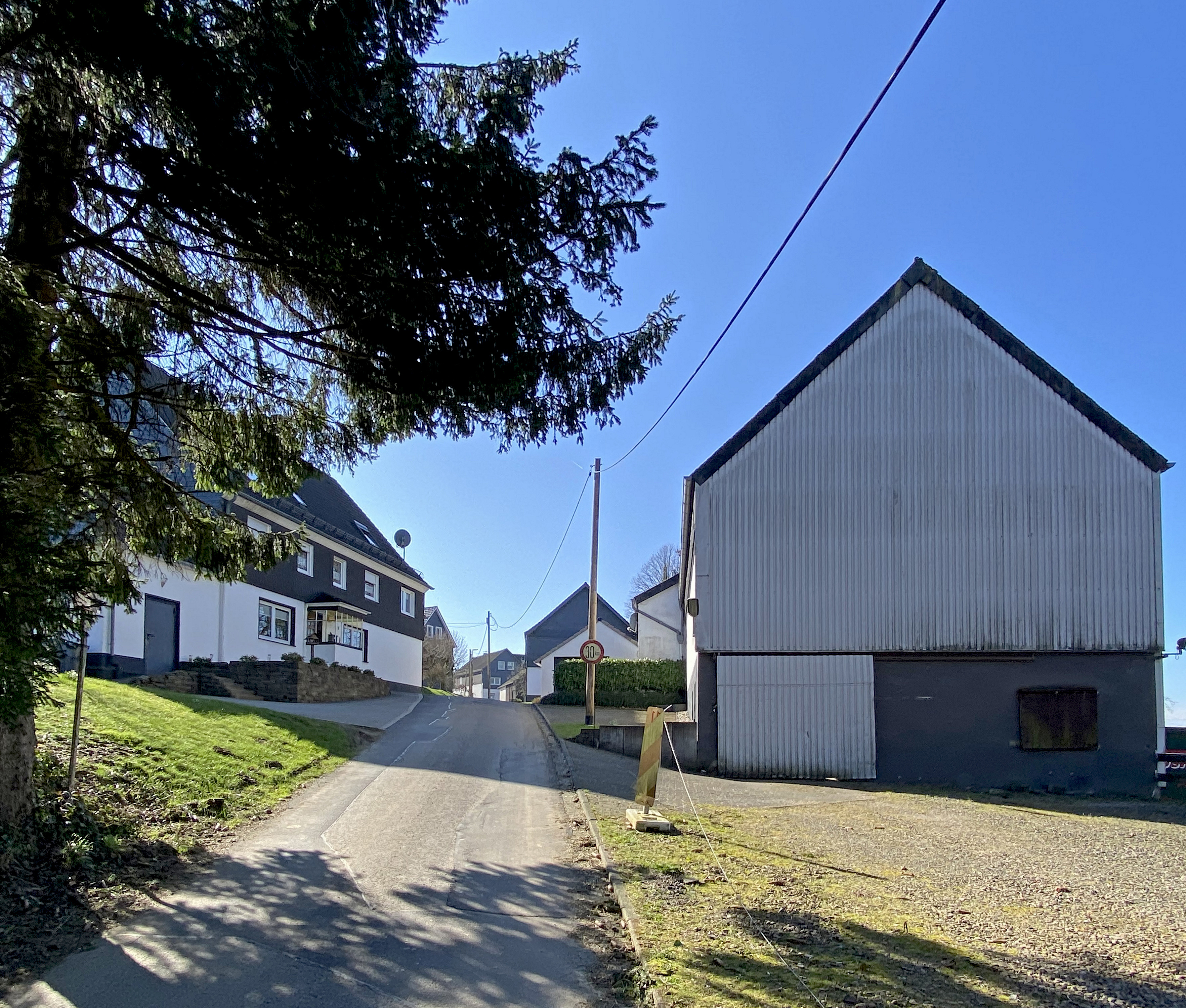
nördl. Ortseingang